# Вышнеольховатский сельсовет
Вышнеольхова́тский сельсове́т — сельское поселение в Щигровском районе Курской области. 
Административный центр — деревня Апухтина.

## География
Населённые пункты Вышнеольховатского сельсовета расположены у истока реки Ольховатец, притока Косоржи.

## История
5 января 1961 года, в соответствии с решением облисполкома, в состав Вышнеольховатского сельсовета были переданы село Вязовое и посёлок Старая Гать из Пригородненского сельсовета.
11 декабря 1967 года деревня Вязовое и посёлок Старая Гать были выделены в Вязовский сельсовет.
В апреле 1978 года из учётных документов была исключена фактически переставшая существовать деревня Леженьки Вышнеольховатского сельсовета.
Вышнеольховатский сельсовет получил статус сельского поселения в соответствии с законом Курской области №48-ЗКО «О муниципальных образованиях Курской области» от 14 октября 2004 года. 

## Транспорт
Вышнеольховатский сельсовет связан шоссе с городом Щигры и населёнными пунктами Никольского сельсовета.

## Население
| 2002 | 2010 | 2012 | 2013 | 2014 | 2015 | 2016 |
| ---- | ---- | ---- | ---- | ---- | ---- | ---- |
| 487  | ↘426 | ↘417 | ↘404 | ↘400 | ↘387 | ↘374 |
| 2017 | 2018 | 2019 | 2020 | 2021 |      |      |
| ↘358 | ↘353 | ↘351 | ↘337 | ↘239 |      |      |

## Состав сельского поселения
| №  | Населённый пункт | Тип населённого пункта          | Население |
| -- | ---------------- | ------------------------------- | --------- |
| 1  | Апухтина         | деревня, административный центр | ↗126      |
| 2  | Вышнеольховатое  | село                            | ↘145      |
| 3  | Зюзинка          | деревня                         | ↘63       |
| 4  | Кирсановка       | деревня                         | →0        |
| 5  | Коршуновка       | деревня                         | ↗30       |
| 6  | Кулига           | деревня                         | ↘2        |
| 7  | Лавровка         | деревня                         | ↘0        |
| 8  | Осиновка         | деревня                         | ↘15       |
| 9  | Рудка            | деревня                         | ↘40       |
| 10 | Шестаковка       | деревня                         | ↘5        |